# واترلو (بلژیک)
شهر واترلو (به فرانسوی: Waterloo) در شهرستان نیول  در استان اوئلون بربان  در منطقه فدرال والوون در کشور بلژیک واقع شده‌است.